# Netbeheerder

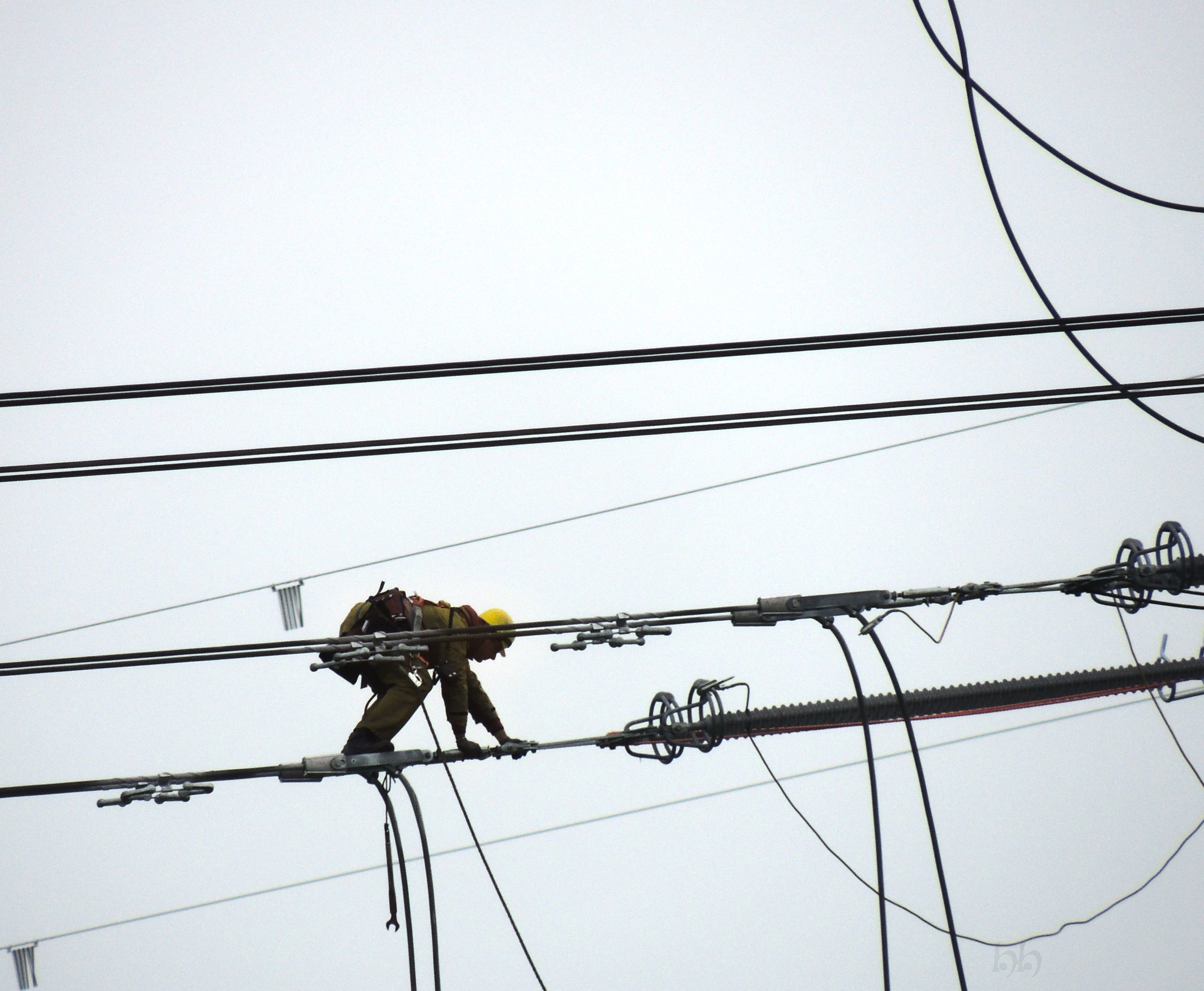
Aanleg hoogspanningsleiding (Duitsland, 2012)

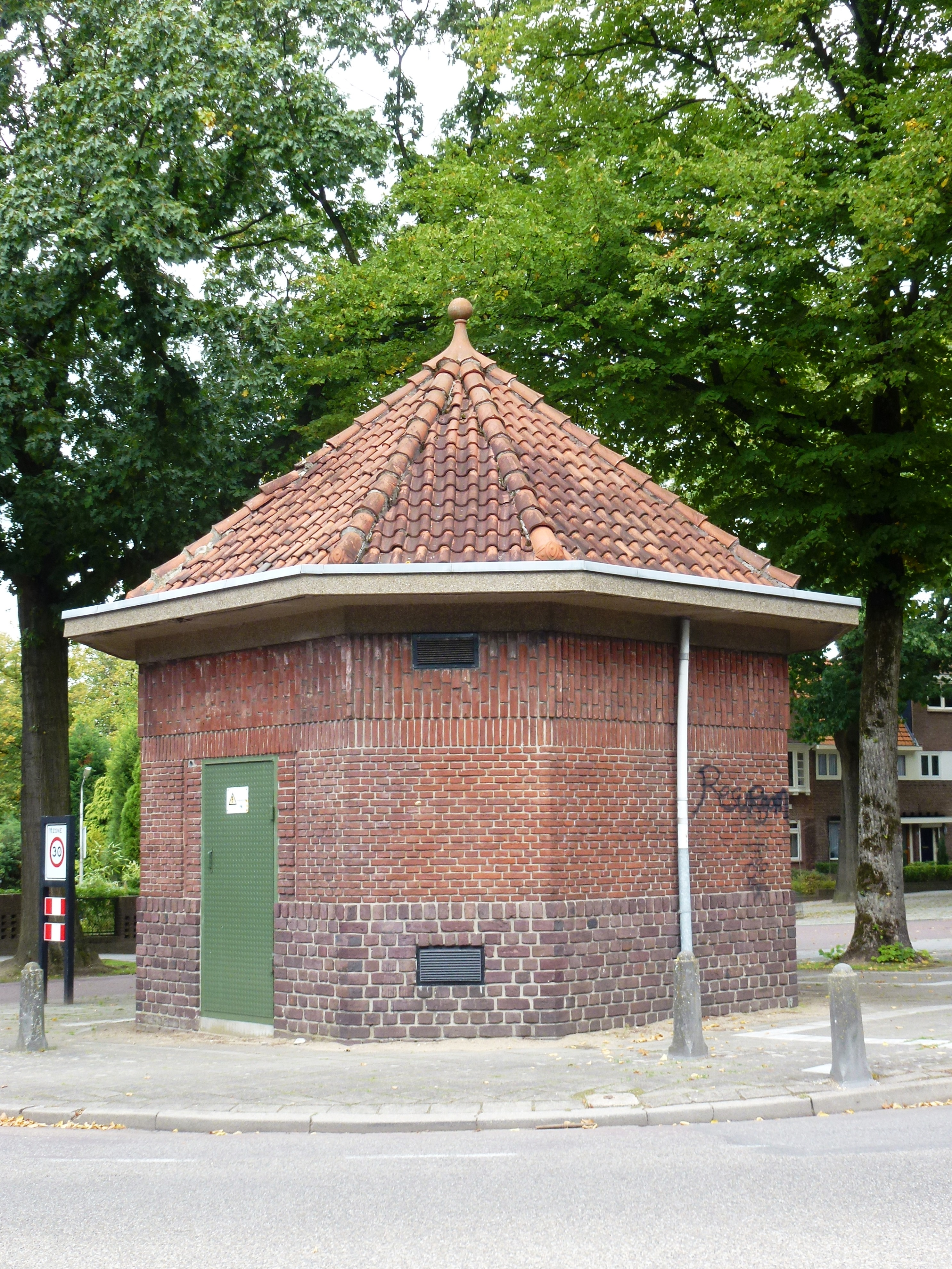
Transformatorhuisje voor transport van hoofdnet naar regionaal net (Nijmegen, 2013)

In de energievoorziening is een netbeheerder een onafhankelijk nutsbedrijf dat een transportnetwerk voor energie (gas, elektriciteit en warmte) beheert. Netbeheerders zijn te onderscheiden in enerzijds de beheerder van het landelijk hoogspanningsnet (het transmissienet) en anderzijds de regionale netbeheerders die de energie van het hoofdnet naar de eindverbruikers transporteren. In Nederland is de beheerder van het hoogspanningsnet TenneT en van het aardgasnet de Nederlandse Gasunie. In België zijn dat Elia voor het hoogspanningsnet en Fluxys voor het gasnet.
Vanwege Europese en nationale regelgeving, bedoeld voor liberalisering en privatisering van de energiemarkt, moeten netbeheerders onafhankelijk zijn van de energiebedrijven. De tarieven voor het gebruik van het net worden vastgesteld of goedkeurd door een regulerende instantie. Voor Nederland is dat de Energiekamer.
Om concurrentie op de aanwezige infrastructuur mogelijk te maken, zijn in de Europese Unie de elektriciteitsnetten van energiebedrijven en het gasnet vanaf eind vorige eeuw afgesplitst en verkocht aan de landelijke netbeheerders. De landelijke netten zijn in Nederland en België eigendom van de overheid. Beheerders van de regionale netten zijn wettelijk verplicht eigenaar van het net dat zij beheren.

## Nederland

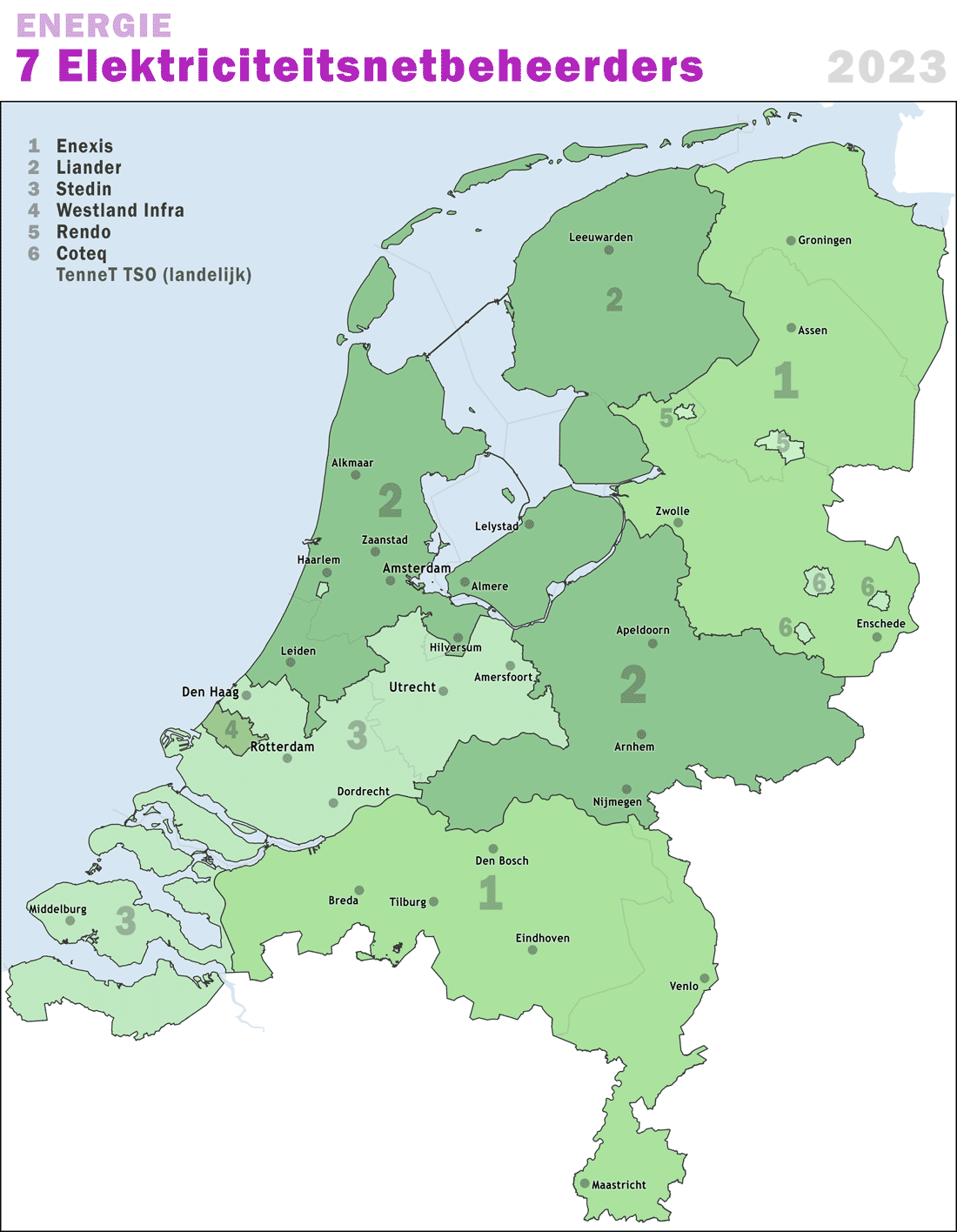
Regio's van netbeheerders van elektriciteit, situatie per 2023.

In Nederland is TenneT de beheerder van het landelijke hoogspanningselektriciteitsnetwerk en de Nederlandse Gasunie de beheerder van het landelijke gastransportnetwerk. Het beheer van de middenspannings- en laagspanningsnetwerken is opgedeeld in regio's en wordt uitgevoerd door een regionale netbeheerders, hetzelfde geldt voor de gasnetten die niet behoren tot het landelijke hoofdnet. Elk gebied heeft een eigen netbeheerder: Dat is de enige netbeheerder van dat gebied. In de Nederlandse wet is vastgelegd dat de aangewezen netbeheerders een meerderheidsbelang van de overheid moeten kennen. Commerciële partijen mogen er geen belang in hebben.

### Toezichthouder
De ACM-Energiekamer houdt toezicht op de netbeheerders.

### EAN Code
Elke elektriciteits- of gasaansluiting in Nederland heeft een eigen 18-cijferige EAN-code (Europese artikelnummering). In het aansluitregister wordt onder andere bijgehouden wie de huidige energieleverancier en programmaverantwoordelijke (PV-partij) is. De EAN-code van de elektriciteits- of gasaansluiting staat op de energierekening (jaarafrekening), en is op te zoeken op de website van EDSN.
De EAN-code is een uniek nummer binnen Nederland. Een EAN-code is echter alleen uniek binnen het elektriciteitsnet of gasnet. Dezelfde EAN-code kan dus bestaan voor zowel een gas- als een elektriciteitsaansluiting. Een EAN-code is tegenwoordig ook uniek in de tijd: vroeger werden EAN-codes van afgesloten aansluitingen nog weleens hergebruikt bij een nieuwe aansluiting, maar door de administratieve problemen die dat opleverde wordt dat tegenwoordig niet meer gedaan. Alhoewel het een uniek nummer is, sluit dat niet uit dat het adres van de EAN-code kan wijzigen. Bij gemeentelijke herindeling kan een pand een ander adres krijgen, ondanks dat het pand nog op exact dezelfde plaats staat. In dat geval krijgt de aansluiting ook een nieuw adres.

### Splitsing
Op grond van Europese regelgeving, de Elektriciteitswet 1998 en de Wet onafhankelijk netbeheer moesten energiebedrijven het netbeheer gaan scheiden van de productie, verkoop en levering van elektriciteit en/of gas. Dit ter voorbereiding op de liberalisering van de markt. Het economische eigendom van de netten en ook het beheer ervan moesten in aparte ondernemingen worden ondergebracht. Omdat de netbeheerders werden afgesplitst van de energiebedrijven, werden ook naamsveranderingen doorgevoerd.

#### Fusies en overnames
RWE Energy Nederland stootte haar netwerkactiviteiten Obragas net en Netbeheer Haarlemmermeer in 2007 af. Deze werden verkocht aan Nutsbedrijven Regio Eindhoven (operationele naam: NRE). Per 1 november 2009 is de naam NRE veranderd in Endinet die de netbeheerders Endinet Regio Eindhoven, Endinet Regio Oost-Brabant en Endinet Regio Haarlemmermeer omvatte. Elke van deze netbeheerders had zijn eigen verzorgingsgebieden en transporttarieven. Endinet werd in 2010 overgenomen door Liander maar opereerde daarna nog wel onder zijn eigen naam. In 2016 vond er een "ruilverkaveling" plaats tussen Liander en Enexis, waarbij Enexis de Endinet delen in de regio Eindhoven en Oost-Brabant overnam waarmee Endinet op hield te bestaan. Endinet regio Haarlemmermeer is volledig opgegaan in Liander.
ENECO NetBeheer heet sinds 1 juli 2008 Stedin. Continuon Netbeheer heet sinds 12 november 2008 Liander. Essent Netwerk heet Enexis. In 2009 verkochten Enexis, Delta en Liander hun hoogspanningsnet aan TenneT.
De Autoriteit Consument & Markt (ACM) dwong Eneco via een uitspraak van de Hoge Raad netbeheerder Stedin per 1 februari 2017 af te splitsen. Stedin nam daarbij netwerkbedrijf Enduris en onderhoudsdochter Delta Infra over van het Zeeuwse energieconcern DELTA. Op 1 juli 2017 verkocht Stedin de regio Weert aan Enexis.
Per 1 september 2017 veranderde Cogas de naam van zijn netbeheeronderdeel in Coteq Netbeheer.
Netbeheerders in Nederland:
| elektriciteit  | aardgas                |
| -------------- | ---------------------- |
| TenneT         | Gas Transport Services |
| Coteq          | Coteq                  |
| Enexis         | Enexis                 |
| Liander        | Liander                |
| Rendo          | Rendo                  |
| Stedin         | Stedin                 |
| Westland Infra | Westland Infra         |
| -              | Zebra gasnetwerk       |

### Rol netwerkbedrijven op warmtemarkt
In het kader van de energietransitie en ook de stopzetting van een groot deel van de nationale gaswinning vanwege daardoor veroorzaakte aardbevingen in Groningen wil Nederland het gebruik van aardgas voor warmte in de gebouwde omgeving vervangen. Warmtenetten worden gezien als een geschikt alternatief voor veel bestaande, stedelijke bouw. In de Warmtewet 2 wordt uitgewerkt hoe warmtenetten de komende jaren tot stand kunnen komen. Vanwege de ervaring van netbeheerders met energienetwerken is er een wens om deze partijen ook een rol te kunnen geven bij het opzetten van warmtenetten. In de praktijk zijn productie, distributie en levering van warmte echter lastiger te scheiden dan bij elektriciteit of aardgas. De Wet Onafhankelijk Netbeheer, die beheer en exploitatie nadrukkelijk scheidt, bemoeilijkt daarom een actieve rol van netwerkbedrijven (de overkoepelende organisaties die een netbeheerder en daaraan ondersteunde bedrijven omvatten) bij de ontwikkeling van warmtenetten. De Autoriteit Consument en Markt heeft op verzoek van de minister van Economische Zaken en Klimaat daarom een leidraad opgesteld en een advies uitgebracht over de voorwaarden voor een mogelijke rol van netwerkbedrijven bij warmtenetten.
Overigens wordt de warmteleiding Leiding door het Midden (Warmtelinq) na overname door landelijke netbeheerder Gasunie ontwikkeld. In dit geval wordt rekening gehouden met de unieke situatie in Zuid-Holland, waarin mogelijk wel een scheiding van netbeheer en productie en levering mogelijk is. De leiding moet onderdeel gaan uitmaken van een te ontwikkelen 'Warmterotonde' die warmte tussen diverse warmteproducenten, steden en glastuinbouwgebieden in de provincie rondpompt.

### Netbeheer Nederland
Netbeheer Nederland (NBNL) is de brancheorganisatie van alle Nederlandse netbeheerders van elektriciteit en gas. Anno 2023 waren de regionale netbeheerders Coteq Netbeheer, Enexis, Liander, RENDO, Stedin Netbeheer en Westland Infra Netbeheer bij de organisatie aangesloten, alsmede de twee landelijke netbeheerders TenneT TSO en Gasunie Transport Services.

## België
De term netbeheerder wordt in België ook gebruikt. De transmissie en vervoersnetten zijn er in handen van beursgenoteerde bedrijven: Elia voor elektriciteitstransmissie, de transmissienetbeheerder en Fluxys voor gasvervoer, de vervoersnetbeheerder. De distributienetten worden beheerd door distributienetbeheerders. In Vlaanderen worden de distributienetbeheerders aangewezen door de VREG.

### Toezichthouder
De tarieven van de transmissie- en vervoersnetbeheerders staan onder het toezicht van de CREG. Het toezicht op de technische werking van deze netten gebeurt eveneens door de CREG. Voor de distributienetten gebeurt dit door de regionale regulatoren: de VREG in Vlaanderen, de CWaPE in Wallonië en Brugel in Brussel.

### Netbeheerders

#### Energietransport (en -opslag)
Elia is de Belgische netbeheerder inzake elektriciteit van het landelijke hoogspanningsnetwerk - alles van 70 tot en met 380 kV - en een groot gedeelte van het middenspanningsnetwerk. Fluxys verzorgt het landelijke vervoer en opslag van aardgas.

#### Distributienet
Daarnaast waren er 16 distributienetbeheerders (DNB) voor elektriciteit en (in Vlaanderen) 10 DNB's voor aardgas. Terwijl de DNB's eigenaar zijn van de netten, kunnen deze voor de exploitatie van het distributienet en de uitvoering van openbaredienstverplichtingen een beroep doen op een aparte rechtspersoon, ‘werkmaatschappij’ genoemd (zie artikel 4.1.5 Energiedecreet). Hiertoe moeten zij een voorafgaande toestemming verkrijgen van de VREG. In het Vlaamse gewest is deze werkmaatschappij Fluvius, en in het Waals gewest door ORES. In Brussel is dit Sibelga. Als filiaal van de acht distributienetbeheerders (DNB's) van de gemengde sector in Wallonië - IEH, IGH, Interest/ost, Interlux, Intermosane, Sedilec et Simogel – is ORES, anno 2011, de enige operator, verantwoordelijk voor het geheel van de beheers- en exploitatietaken voor de distributienetten elektriciteit en aardgas van die DNB's. Hetzelfde gold voor Eandis, die de werken uitvoerde voor 7 distributienetbeheerders.
Op 1 januari 2016 werden zeven Vlaamse netbeheerders (Gaselwest, IMEA, Imewo, Intergem, Iveka, Iverlek en Sibelgas), waarvan de netten reeds onderhouden werden door de werkmaatschappij Eandis, gefuseerd met Eandis Assets, de holdingmaatschappij van Eandis. 100% van de aandelen van Eandis Assets zijn in eigendom van steden en gemeenten, waaronder ook vijf Henegouwse gemeenten.
Er zijn ook enkele specifieke distributienetbeheerders zoals DNB-BA (elektriciteit Brussels Airport) en het net van het Gemeentelijk Havenbedrijf Antwerpen

##### Oorspronkelijke distributienetbeheerders
De vroegere afzonderlijke netbeheerders van distributienetten in Vlaanderen medio 2007 waren:
| DNB                                    | Elektriciteit (E) en/of gas (G) | Werkmaatschappij | Opmerkingen                         |
| -------------------------------------- | ------------------------------- | ---------------- | ----------------------------------- |
| Distributienet-Beheer Brussels Airport | E                               |                  |                                     |
| Gaselwest                              | E+G                             | Eandis           | In 2016 gefuseerd met Eandis Assets |
| Gemeentelijk Havenbedrijf Antwerpen    | E                               |                  |                                     |
| IGAO                                   | G                               | Eandis           | In 2009 gefuseerd met Iveka         |
| IMEA                                   | E                               | Eandis           | In 2016 gefuseerd met Eandis Assets |
| Imewo                                  | E+G                             | Eandis           | In 2016 gefuseerd met Eandis Assets |
| Inter-Energa                           | E+G                             | Infrax           |                                     |
| Intergem                               | E+G                             | Eandis           | In 2016 gefuseerd met Eandis Assets |
| INTERMOSANE                            | E                               | ORES             | Naamswijziging naar ORES Verviers   |
| Iveka                                  | E+G                             | Eandis           | In 2016 gefuseerd met Eandis Assets |
| Iveg                                   | E+G                             | Infrax           |                                     |
| Iverlek                                | E+G                             | Eandis           | In 2016 gefuseerd met Eandis Assets |
| PBE                                    | E                               | Infrax           |                                     |
| SIBELGA                                | E+G                             | Sibelga          |                                     |
| Sibelgas                               | E+G                             | Eandis           | In 2016 gefuseerd met Eandis Assets |
| WVEM                                   | E+G                             | Infrax           | Naamswijziging naar Infrax West     |

## Suriname
In Suriname is Energiebedrijven Suriname (EBS) zowel de transmissie- als de distributienetbeheerder.